# Celis

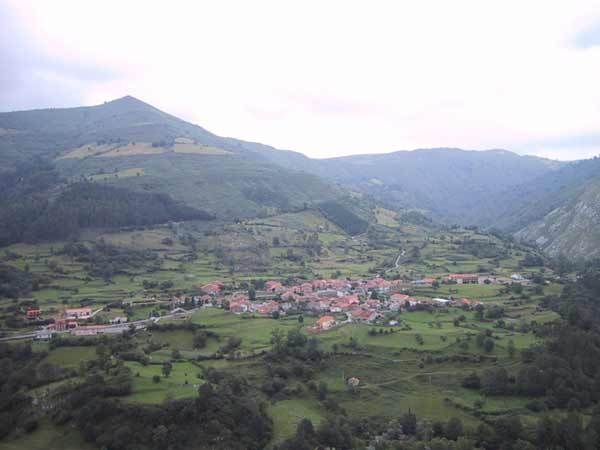
Vista panorámica de Celis.

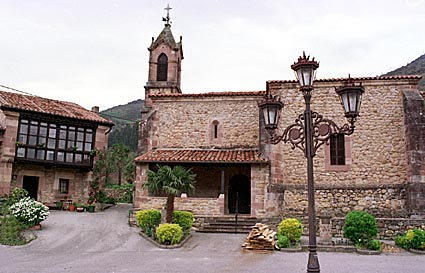
La Iglesia de San Roque, en Celis.

Celis es una localidad del municipio de Rionansa (Cantabria, España). En el año 2022 contaba con una población de 182 habitantes (INE). La localidad se encuentra a 167 metros de altitud sobre el nivel del mar, y a seis kilómetros de la capital municipal, Puentenansa. Hay en esta localidad una central hidroeléctrica. Celebra la festividad de San Pedro el 29 de junio, y también San Roque.
En 1983 esta localidad obtuvo el Premio Nacional de Embellecimiento, siendo la que mejor conserva sus construcciones típicas de entre las localidades del municipio. De su patrimonio destacan:
- Cueva de “El Porquerizo”: Bien de Interés Cultural con categoría de zona arqueológica. Ocupado en el Solutrense, tiene pinturas rupestres de puntos rojos cuya antigüedad se calcula entre 20 000 y 17 000 años. Desde Celis, se accede mediante un sendero que va hacia el Nansa, estando esta cueva sobre el río.
- Puente de la Herrería: Bien de Interés Local desde 2004. Une Celis con Celucos y Riclones, por encima del río Nansa. Se construyó entre 1749 y 1760, con granito.
- Cueva de El Soplao: Lugar Natural desde 2005 al que se accede por carretera desde este pueblo o también desde Rábago, un pueblo situado en el vecino municipio de Herrerías.

Aparte de los reseñados bienes protegidos, en Celis puede verse una iglesia, bajo la advocación de San Pedro, que data de los siglos XVI-XVIII. Tiene tres naves cubiertas por bóveda de crucería. Alberga en su interior un retablo barroco con un sagrario del siglo XVII. La torre de las campanas se encuentra exenta. Cabe mencionar igualmente dos ermitas, dedicadas a San Roque y a la Virgen del Carmen, ambas de los siglos XVII-XVIII.
De su patrimonio civil, cabe mencionar la casa llamada "de la Campa" o "Campona", del siglo XVIII en estilo barroco montañés. Muestra el escudo de Diego de la Campa, Celis y Gutiérrez del Cortijo.

## Barrios
- Vistalegre
- La Jaza
- Caramanchón
- Las Conchas
- La Coterona
- La Llosa
- La Bolera
- La Fuente o San Roque
- Las Cuartas
- La Barcenilla
- El Arenal
- El Cotero
- La Torre
- La Barrua
- La Corrala
- La Llosa

- Datos: Q5760228
- Multimedia: Celis / Q5760228